# Paratrechina tapinomoides
Paratrechina tapinomoides är en myrart som först beskrevs av Auguste-Henri Forel 1905.  Paratrechina tapinomoides ingår i släktet Paratrechina och familjen myror. Inga underarter finns listade i Catalogue of Life.